# Wolfgang Becker (Regisseur, 1910)
Hans Wolfgang Joseph Bruno Becker (* 15. Mai 1910 in Schöneberg bei Berlin; † 30. Januar 2005 in München) war ein deutscher Filmregisseur und Filmeditor.

## Leben

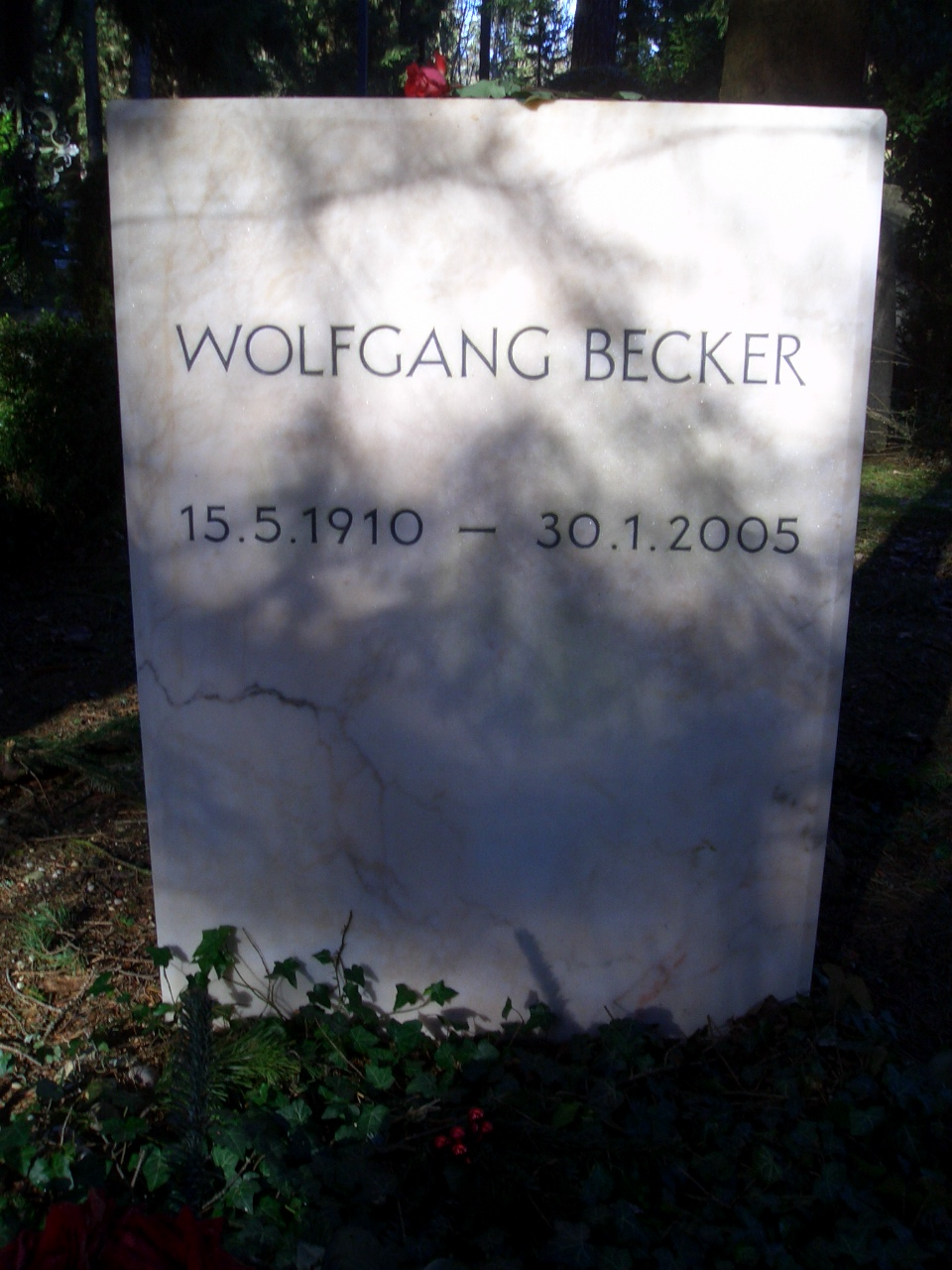
Wolfgang Beckers Grabstein auf dem Waldfriedhof Grünwald

Wolfgang Becker war der Sohn des Pfarrers Johannes Becker und dessen Ehefrau Sigrid, geborene von Wolzogen, Tochter von Ernst von Wolzogen und Schwester von Hans von Wolzogen. Nach Besuch des Realgymnasiums begann er 1927 eine kaufmännische Lehre bei der Lokomotivfabrik Orenstein & Koppel in Berlin.
1930 trat er ein Volontariat als Schnittmeister bei der Tobis-Filmgesellschaft an, wobei er meist Andrew Marton assistierte. 1931 übernahm er bei der Filmkomödie Die Nacht ohne Pause erstmals für größere Teile des Filmschnitts selbst die Verantwortung. Ab 1932 arbeitete er für die UFA; ab 1935 war er freischaffend. Bei der Produktion Die Korallenprinzessin fungierte er 1937 erstmals als Regieassistent.
1939 nahm er am Überfall auf Polen teil, ab 1940 arbeitete er für die Heeresfilmstelle und war bei der Entstehung einiger Militärfilme beteiligt. 1944 wurde er als „unabkömmlich“ eingestuft und arbeitete für Regisseur Josef von Báky an dessen Film Via Mala mit.
Nach dem Krieg wirkte er zunächst weiter als Schnittmeister. Ab 1950 inszenierte er einige kurze Dokumentarfilme für die Willy-Zeyn-Film und dann für seine eigene Wolfgang-Becker-Filmproduktion, München. 1955 konnte er als einer von insgesamt vier Regisseuren mit einem Teil des Episodenfilms Heldentum nach Ladenschluß seinen ersten Kinofilm drehen.
In den 1960er Jahren arbeitete er verstärkt für das Fernsehen. Nach den sehr erfolgreichen Dreiteilern Der Tod läuft hinterher, Babeck und 11 Uhr 20 sowie Episoden der ZDF-Reihen Das Kriminalmuseum und Die fünfte Kolonne wurde er weitgehend zum Krimispezialisten. Bis Anfang der 1990er Jahre drehte Becker, der mit der Schauspielerin Gracia-Maria Kaus zusammenlebte, zahlreiche Episoden von Serienkrimis wie Der Kommissar, Derrick, Tatort und Der Alte.
Er ruht auf dem Waldfriedhof in Grünwald bei München.
Sein schriftlicher Nachlass befindet sich im Archiv der Akademie der Künste in Berlin.

## Auszeichnungen
- 1974: Silberne Nymphe beim Fernsehfestival Monaco für Zweikampf
- 1977: Goldene Kamera für Die Vorstadtkrokodile
- 1978: Prix de spectateur tchèchoslovaque (Œuvre dramatique de télévision) des Fernsehfestival Zlata für Die Vorstadtkrokodile
- 1981: Goldener Gong der Zeitschrift Gong für Von einem Tag zum anderen, gemeinsam mit Gerd Böckmann

## Filmografie

### Schnitt
- 1931: Trara um Liebe (Assistenz)
- 1931: Der brave Sünder (Assistenz)
- 1931: Der Draufgänger (Assistenz)
- 1931: Die Nacht ohne Pause
- 1932: Eine Nacht im Paradies (Assistenz)
- 1932: Einmal möcht’ ich keine Sorgen haben
- 1932: Im Bann des Eulenspiegels
- 1932: Strich durch die Rechnung
- 1933: Heideschulmeister Uwe Karsten
- 1933: Viktor und Viktoria (Schnitt-Mitarbeit)
- 1933: Der Stern von Valencia
- 1934: Gold
- 1934: Liebe, Tod und Teufel
- 1935: Ehestreik
- 1935: Stradivari
- 1935: Friesennot
- 1936: 90 Minuten Aufenthalt
- 1937: Die Korallenprinzessin (auch Regie-Assistenz)
- 1937: Die Kronzeugin (auch Regie-Assistenz)
- 1938: Die kleine und die große Liebe
- 1938: Die Frau am Scheidewege
- 1938: In geheimer Mission
- 1939: Menschen vom Varieté (auch Regie-Assistenz)
- 1939: Liebe auf den ersten Blick (Kurzspielfilm)
- 1945: Via Mala (auch Regie-Assistenz)
- 1947: … und über uns der Himmel (auch Regie-Assistenz)
- 1949: Der Ruf (auch Regie-Assistenz)
- 1949: Die seltsame Geschichte des Brandner Kaspar

### Regie
- 1939: Das Recht auf Liebe (Regie-Assistenz)
- 1950: Eine Kleinstadt hilft sich selbst (Kurz-Dokumentarfilm)
- 1950: Verzauberte Bergwelt (Kurz-Dokumentarfilm, auch Produktion)
- 1950: Es hat geklingelt (Kurz-Dokumentarfilm, auch Produktion)
- 1951: Der Stein des Anstoßes (Kurz-Dokumentarfilm, auch Produktion)
- 1952: Nichts im Leben ist umsonst (Kurz-Dokumentarfilm, auch Produktion)
- 1952: Die Zeiten ändern sich (Kurz-Dokumentarfilm, auch Produktion)
- 1952: Für eine bessere Welt (Kurz-Dokumentarfilm, auch Produktion)
- 1954: Das schwache Geschlecht (Kurz-Dokumentarfilm, auch Produktion)
- 1954: Ich und die anderen Pferde (Kurz-Dokumentation, auch Produktion)
- 1955: Heldentum nach Ladenschluß. Episode: Zauberer Maro
- 1955: Parole Heimat. Episode: Die böse Sieben
- 1955: Der Held (Kurzspielfilm, auch Produktion)
- 1956: Rosmarie kommt aus Wildwest
- 1957: Der Etappenhase
- 1957: Liebe, wie die Frau sie wünscht
- 1958: Italienreise – Liebe inbegriffen
- 1958: Ich war ihm hörig
- 1958: Peter Voss, der Millionendieb
- 1959: Alle lieben Peter
- 1959: Der lustige Krieg des Hauptmann Pedro
- 1960: Kein Engel ist so rein
- 1961: Riviera-Story
- 1962: Der singende Vater (Fernsehen)
- 1963: Das Kriminalmuseum: Die Frau im Nerz
- 1963: Das Kriminalmuseum: Die Fotokopie
- 1963: Die fünfte Kolonne: Null Uhr Hauptbahnhof
- 1963: Das Kriminalmuseum: Der stumme Kronzeuge
- 1964: Das Kriminalmuseum: Der Füllfederhalter
- 1964: Die fünfte Kolonne: Der Gast
- 1965: Ein Ferienbett mit 100 PS
- 1965: Das Kriminalmuseum: Die Mütze
- 1965: Die letzten Drei der Albatros
- 1966: Die fünfte Kolonne: Ein Auftrag für…
- 1967: Die fünfte Kolonne: Der Fall Schurzheim
- 1967: Das Kriminalmuseum: Die Kiste
- 1967: Komplizen
- 1967: Der Tod läuft hinterher (Fernsehdreiteiler)
- 1968: Match (Fernsehen)
- 1968: Babeck (Fernsehdreiteiler)
- 1968: Der Kommissar: Toter Herr im Regen
- 1968: Der Kommissar: Das Messer im Geldschrank
- 1969: Der Kommissar: Die Pistole im Park
- 1969: Der Kommissar: Keiner hörte den Schuß
- 1969: Der Kommissar: Der Tod fährt 1. Klasse
- 1969: Kurz vor dem Sprung (Fernsehen)
- 1969: Ellenbogenspiele
- 1969: Hotel Royal (Fernsehen)
- 1970: 11 Uhr 20 (Fernsehdreiteiler)
- 1970: Der Kommissar: In letzter Minute
- 1970: Der Kommissar: Tödlicher Irrtum
- 1970: Ich schlafe mit meinem Mörder
- 1970: Der Kommissar: Der Moormörder
- 1971: Der Kommissar: Langankes Verwandte
- 1971: Der Kommissar: Der Tote von Zimmer 17
- 1971: Kein Geldschrank geht von selber auf
- 1972: Der Kommissar: Traum eines Wahnsinnigen
- 1972: Der Kommissar: Ein Amoklauf
- 1972: Der Kommissar: Fluchtwege
- 1973: Der Kommissar: Sonderbare Vorfälle im Hause von Professor S.
- 1973: Der Kommissar: Domanns Mörder
- 1974: Der kleine Doktor (Fernsehserie, 6 Folgen)
- 1974: Tatort: Acht Jahre später
- 1974: Tatort: Zweikampf
- 1974: Der Kommissar: Der Segelbootmord
- 1974: Der Kommissar: Das goldene Pflaster
- 1975: Derrick: Nur Aufregungen für Rohn
- 1975: Tatort: Die Abrechnung
- 1975: Tatort: Treffpunkt Friedhof
- 1975: Der Kommissar: Ein Playboy segnet das Zeitliche
- 1976: Tatort: Fortuna III
- 1976: Derrick: Das Superding
- 1976: Tatort: Abendstern
- 1977: Tatort: Drei Schlingen
- 1977: Die Vorstadtkrokodile (Fernsehen)
- 1978: Tatort: Rechnung mit einer Unbekannten
- 1978: Derrick: Steins Tochter
- 1978: Tatort: Lockruf
- 1978: Es begann bei Tiffany (Fernsehen)
- 1979: Die Alten kommen (Fernsehen)
- 1981: Von einem Tag zum anderen (Fernsehen)
- 1981: Michael Heltau: Begegnungen (Fernsehen)
- 1982: Chefetage (Fernsehen)
- 1983: Die Krimistunde (Fernsehserie, Folge 1) (auch Drehbuch)
- 1982: Bleibt knackig, Freunde (Fernsehen)
- 1983: Tatort: Peggy hat Angst
- 1984: Mensch Bachmann (Fernsehserie)
- 1985: Damenwahl (Fernsehen)
- 1986: Derrick: Geheimnis im Hochhaus
- 1986: Der Alte: Terzett in Gold
- 1986: Der Alte: Falsch verbunden
- 1988: Derrick: Fliegender Vogel
- 1988: Derrick: Eine Reihe von schönen Tagen
- 1989: Derrick: Kisslers Mörder
- 1989: Derrick: Ein merkwürdiger Tag auf dem Lande
- 1990: Derrick: Tod am Waldrand
- 1992: Derrick: Billies schöne, neue Welt